# Internationale Budō-Universität
Die Internationale Budō-Universität (jap. 国際武道大学, Kokusai Budō Daigaku), abgekürzt IBU, ist eine private Universität in Katsuura, Präfektur Chiba, Japan, die Sport unterrichtet, speziell japanische Kampfsportarten und -künste, wie Kendō, Aikidō, Judō und Karate.

## Geschichte
Die Universität wurde 1984, die angeschlossene Hochschule für Aufbaustudien wurde 1996 gegründet. 

## Fakultäten
- Sportwissenschaft
- Budō-Sportarten:
  - Judō
  - Kendō
  - Kyūdō
  - Naginata
  - Karate
  - Shorinji kempo
  - Aikidō
- Leichtathletik
- Internationale Sportkultur

### Hochschule für Aufbaustudien
- Kampfsportarten und Sportkunde
- Sportmedizin
- Trainingswissenschaft
- Gesundheitswissenschaften

## Seminar
Die Internationale Budō-Universität veranstaltet jedes Jahr im März das „Internationale Seminar für Budō-Kultur“ (jap. 国際武道文化セミナー, Kokusai Budō Bunka Seminā). Dieses Wochenendseminar wird für ausländische Budōka mit Wohnsitz in Japan abgehalten und hat das Ziel, „die historischen, philosophischen und wissenschaftlichen Aspekte des Budō zu verdeutlichen und die japanische Kultur international bekannt zu machen“. Das Seminar wird vom Nippon Budōkan mit Hauptsitz in Tokio organisiert.

## Veröffentlichungen
- Uozumi Takashi, Alexander Bennett, The history and spirit of budo, International Budo University, Katsuura City, Chiba, Japan, 2010, ISBN 978-4-9980893-4-6